# Тухолка, Сергей Владимирович
Сергей Владимирович Тухолка (род. 25 февраля 1874, Вязники, Вязниковский уезд, Владимирская губерния, Российская империя — ум. 3 декабря 1954, Париж, Франция) — действительный статский советник, консул на Ближнем Востоке и на Балканах, писатель и переводчик. Автор нескольких известных книг по оккультизму.

## Биография
Родился в городе Вязники. В 1892 году окончил с серебряной медалью Владимирскую гимназию. Окончил С.-Петербургский университет, восточный факультет. Жил на Николаевской улице в доме № 23. Специалист по албанскому языку. Служил в Министерстве иностранных дел Российской империи.
С 1898 на дипломатической работе за границей (Константинополь) Был консулом в Джидде (обл. центр Хиджаз, Саудовская Аравия), и с июня 1901 по 1902 год в отсутствие главного консула, заведовал консульством.
Был секретарём консульства в Дамаске (Сирия), где дружил и переписывался с известным византистом Ф. И. Успенским. Генеральный консул в Багдаде.
С 1902 по 1906 годы был вице-консулом в Призрене (Сербия). С 1905 «комиссар великих держав» на Крите.
В начале 1907 г. занял должность российского консула в Косовской Митровице, где радел за защиту сербов от албанцев и турок, и уважался сербами, где упоминался как консул ещё в 1909 и 1913 годах. В 1912—1913 годах был генеральным консулом в Скопье («Ускюб» до 1912 г., столица Македонии), по свидетельству ездившего в Сербию генерала Е. И. Мартынова.
В 1911 году был консулом в Басре (Ирак).
В 1912—1916 годах на службе в должности российского консула в Варне (Болгария), вновь возглавил консульство в 1920 году, во время массовой эмиграции из России в связи с Гражданской войной.
В 1918 году, во время оккупации германскими войсками Крыма, в период 29 апреля — 2 мая был одним из трёх парламентёров, посланных адмиралом Саблиным из Севастополя в оккупированный Симферополь к германскому генералу фон Кошу. Тот парламентёров принять отказался, сославшись на двухнедельную волокиту, после чего 1 мая германские войска вошли в город, а флот вынужден был бежать.
Печатался в журнале «Весы», в одесской газете «Южное слово».
С 1920 года — эмигрант в Константинополе, где был представителем при Лиге Наций, занимался защитой интересов русских беженцев.
С 1922 года жил в Париже, работал как переводчик. Писал мемуары.
В начале 1930-х годов был членом русской масонской парижской ложи «Юпитер» № 536 Великой ложи Франции.
Похоронен на кладбище Пантен (парижский восточный ближний пригород).

## Писательская деятельность
Кроме дипломатической работы занимался творческой деятельностью. Писал мемуары. Печатался в журнале «Весы» и в одесской газете «Южное слово». Опубликовал несколько книг по оккультизму и справочник по албанскому языку:
- Оккультизм и магия (СПб., 1907; многократно переиздавалась) — качественно структурированный обзор оккультной натурфилософии с критикой крестьянских суеверий и колдовства. При этом в произведении присутствует наивная вера в неких «древних магов», и в лженаучные сплетни начала XX века, что призраков может запечатлеть обычная фотоплёнка. (Глобальная популярность фото- и киноиндустрии XX века показала, что это тоже суеверие.)
- Процессы о колдовстве в западной Европе в XV—XVII веках. (СПб., 1909)
- Философия истории (СПб., 1910; М., 1999)
- Краткое руководство к албанскому языку (СПб., 1913)
- В 1924—1935 после эмиграции в Париже выступал с публичными лекциями по оккультизму («Теория познания», «Тайна оккультизма» и др.)[18].